# Patareni
Patareni é uma banda de punk rock e grindcore da Croácia.

## Discografia

### Álbuns e EPs
- Deadland Massacre - 7"
- Untalented after all these seconds - 7"
- From Here To Eternity - Live In New Pingvinovo - 7"
- Demo #1,26-6-86 - 10"
- Odavde nas nitko nemre sterat - CD
- Good Bye, The Legends - 7"
- Worth mentioning - 7"
- I Wonder Who The Real Cannibals Are / There Can Be Only One - 10"
- Empathy with them - it's a mockery - LP
- Stop the war and bring the noiz - 7"
- Za osobne potrebe odjebi - LP
- Bob dylan is dead - 7"
- Mi smo zapušteni dečki - 12"
- Obrade - tribute LP
- Več 15 godina fax se ne završava - promo 7"
- The hammer inside - CD
- Corrosion of humanity - 7"
- Never healed - CD
- Nezadovoljstvo je energija - CD
- Tko ne pamti iznova proživljava - CD
- Debilana sessions - CD